# Daniella Pick

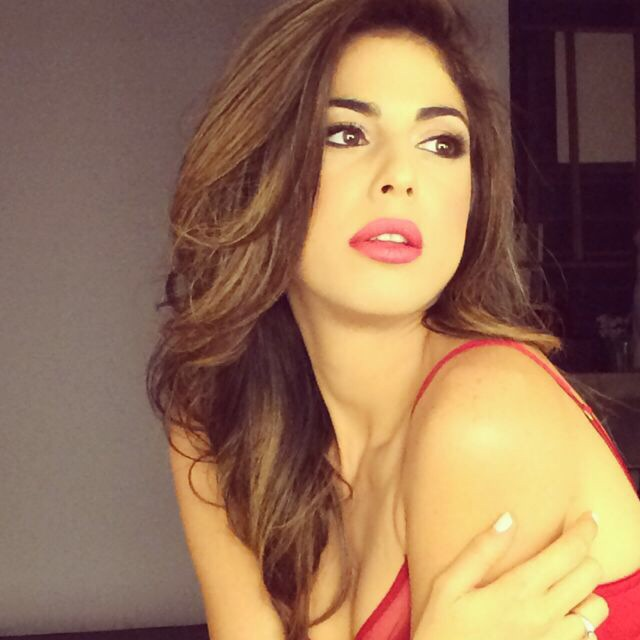
Daniella Pick (2015)

Daniella Pick (hebräisch דניאלה פיק; * 21. November 1983 in Ramat haScharon) ist eine israelische Sängerin, Model und Schauspielerin.

## Leben und Karriere
Picks Vater ist der Komponist und Popsänger Svika Pick. Sie startete ihre Gesangskarriere mit ihrer Schwester Sharona im Duo The Pick Sisters Anfang der 2000er Jahre. Das Duo nahm 2005 mit der Single Hello Hello am Kdam Eurovision teil. Im folgenden Jahr trennte sich das Duo und Pick verfolgt seitdem eine Solokarriere. Im Jahr 2009 debütierte Pick mit dem Album Sometimes Dreams Come True. Ihr Musikstil ist von Adele und Amy Winehouse beeinflusst. Neben ihrer Karriere als Sängerin arbeitet Daniella Pick als Model. So titelten ihre Fotos mehrere israelische Zeitschriften, darunter die Tageszeitung Jedi’ot Acharonot. In dem Film Once Upon a Time in Hollywood hatte sie eine Nebenrolle als fiktive Schauspielerin Daphna Ben-Cobo.

## Privates
Pick ist seit 2018 ist mit dem US-amerikanischen Regisseur Quentin Tarantino verheiratet. Das Ehepaar hat zwei Kinder.

## Diskografie

### Alben
- 2004: השיר הזה (mit Sharona Pick)

### Singles (Auswahl)
- 2004: השיר הזה (mit Sharona Pick)
- 2004: שוב הגשם (mit Sharona Pick)
- 2005: Hello Hello (mit Sharona Pick)
- 2006: אף אחד
- 2007: השיר הזה (mit Svika Pick)
- 2016: Hayu Leilot